# Донателли, Иден
Иден Донателли-Грин (англ. Eden Donatelli-Green; 19 июля 1970 в Миссии, Британская Колумбия) — канадская конькобежка, специализирующаяся в шорт-треке. Участвовала в Олимпийских играх 1988 года в Калгари и в Олимпийских играх 1992 года, где была запасной. Многократная чемпионка мира, в том числе 7 раз в эстафетной команде.

## Биография
В один год и один месяц Иден начала кататься на местном катке в Миссии. Её мать учила своего трехлетнего сына кататься на коньках, а оставить маленькую Иден было не с кем, поэтому она и брала её с собой на каток. Сначала Иден до 3 лет занималась фигурным катанием, а потом переключилась на конькобежный спорт. С 4 лет её стал тренировать отец Джордж, тренировавший местную хоккейную команду.
Параллельно её мама учила Иден шотландскому Хайландскому танцу. После они создали свою команду, давая возможность ей быстрее развиваться. Она часто выступала в соревнованиях с детьми старше неё на 2-3 года, и была самой быстрой девушкой в зимних играх Британской Колумбии, но ей не разрешили участвовать в играх из-за её юного возраста. В том же году она квалифицировалась в сборную Канады.

## Спортивная карьера
Иден Донателли стала самой молодой канадской шорт-трекисткой, которая попала в 15 лет в национальную сборную. Уже на первом своём чемпионате мира 1986 года в Шамони она выиграла золото в эстафете со своими звёздными партнёршами Натали Ламбер, Мариз Перро, Сьюзан Ош. А в 1987 году на мировом первенстве в Монреале Донателли победила на дистанции 500 метров и в эстафете, и праздновала двойной золотой успех.
В общей сложности Донателли с 1986 по 1992 год выиграла 7 золотых наград в эстафетах. На Олимпиаде в Калгари она заняла третье место в эстафете, и второе место на дистанции 500 метров, хотя медалей не получила, так как шорт-трек был показательным видом спорта. Ещё одно золото она получила на командном чемпионате мира в Сеуле.
На Олимпийских играх в Альбервилле Донателли должна была выступать н соревнованиях, у неё были очень высокие результаты, но тренер канадской сборной Ив не выставил её ни на одну из дистанции, мотивирую тем, что в команде должны были участвовать только спортсменки из Квебека. Тренер Иден утверждал, что ей угрожали, чтобы она не высказывалась об этом публично. После Олимпиады был проведен отбор на чемпионат мира и Ив вновь блокирует заявку Донателли, не пропустив на первенство мира, её партнёрша по команде Энни Перро поддержала Иден, после этого их обеих исключили из команды.

## Личная жизнь
Иден участвовала в программе повышения мотивации спортсменов с 1989—1991 года. На одном из международных турниров Иден познакомилась с британским конькобежцем Джулианом Грином, будущим её мужем. В 1992 году вышла за него замуж и переехала в Калгари, где поступила на педагогический факультет и решила полностью посвятить себя учёбе. В том же 1992 году она стала тренером вместе с отцом и мужем в трёх местных клубах. В 1995 году получила степень бакалавра в Университете Калгари, вернулась домой в Миссию и стала преподавать в 1-м классе общественной школы Джона Маклюра в Абботсфорде.
В 1998 году Иден получила диплом бакалавра в области учебной программы и обучения в Университете Саймона Фрейзера. В 2000 году она получила степень магистра по учебной программе и преподаванию в УСФ. Иден Донателли и сейчас регулярно выступает на окружных педагогических конференциях Абботсфорда в Ванкувере и Виктории. У неё трое детей, живёт в своём родном городе Миссии.

## Награды
- 1983, 1986 года — Премия BCSSA «Спортсмен года»
- 1987, 1988 года — Премия BC Junior Athlete of the Year Award
- 1988 год — Введена в зал Славы г. Миссии, Британской Колумбии
- 1993 год — Введена в зал Славы SSC
- 2000 год — Введена в зал Славы Британской Колумбии